# Carpomya wiedemanni
Carpomya wiedemanni är en tvåvingeart som först beskrevs av Johann Wilhelm Meigen 1826.  Carpomya wiedemanni ingår i släktet Carpomya och familjen borrflugor. Inga underarter finns listade.